# Estland op de Olympische Zomerspelen 1928
Estland nam deel aan de Olympische Zomerspelen 1928 in Amsterdam, Nederland. Voor het eerst werd er meer dan één gouden medaille gewonnen.

## Medailleoverzicht
| Sport         | Olympiër                                                                          | Onderdeel                | Medaille |
| ------------- | --------------------------------------------------------------------------------- | ------------------------ | -------- |
| Worstelen     | Osvald Käpp                                                                       | -65kg vrije stijl (m)    | Goud     |
| Worstelen     | Voldemar Väli                                                                     | -62kg Grieks-Romeins (m) | Goud     |
| Gewichtheffen | Arnold Luhaäär                                                                    | +82,5kg (m)              | Zilver   |
| Worstelen     | Albert Kusnets                                                                    | -75kg Grieks-Romeins (m) | Brons    |
| Zeilen        | Nikolai Vekšin William von Wirén Eberhard Vogdt Georg Faehlmann Andreas Faehlmann | 6m klasse                | Brons    |

## Resultaten per onderdeel

### Atletiek
| Olympiër         | Onderdeel        | Resultaat | Prestatie                           |
| ---------------- | ---------------- | --------- | ----------------------------------- |
| Karl Laas        | marathon (m)     | DNF       | niet gefinisht                      |
| Nikolai Feldmann | kogelstoten (m)  | 12e       | kwalificatie groep 2: 7de in 13,54m |
| Gustav Kalkun    | discuswerpen (m) | 10e       | kwalificatie groep 2: 3de in 43,09m |
| Johannes Meimer  | speerwerpen (m)  | 10e       | kwalificatie groep 1: 2de in 61,46m |
| Johannes Meimer  | tienkamp (m)     | 13e       | 6733,15 punten                      |

### Boksen
| Olympiër    | Onderdeel   | Resultaat | Prestatie                                               |
| ----------- | ----------- | --------- | ------------------------------------------------------- |
| Valter Palm | -66,7kg (m) | 9e        | 1ste ronde: W van LUX Nuss 2de ronde: V van ARG Luadini |

### Gewichtheffen
| Olympiër        | Onderdeel   | Resultaat | Prestatie                                                                                  |
| --------------- | ----------- | --------- | ------------------------------------------------------------------------------------------ |
| Aleksander Kask | -60kg (m)   | 14e       | drukken: 9de met 75 kg trekken: 15de met 75 kg stoten: 14de met 100 kg totaal: 250 kg      |
| Leonhard Kukk   | -75kg (m)   | 13e       | drukken: 15de met 82,5 kg trekken: 15de met 85 kg stoten: 15de met 110 kg totaal: 277,5 kg |
| Olaf Luiga      | -82,5kg (m) | 11e       | drukken: 14de met 95 kg trekken: 11de met 95 kg stoten: 9de met 130 kg totaal: 305 kg      |
| Arnold Luhaäär  | +82,5kg (m) | Zilver    | drukken: 8ste met 100 kg trekken: 1ste met 110 kg stoten: 1ste met 150 kg totaal: 360 kg   |

### Worstelen
| Olympiër        | Onderdeel   | Resultaat   | Prestatie |
| Vrije stijl     | Vrije stijl | Vrije stijl | Vrije stijl |
| --------------- | ----------- | ----------- | --- |
| Aleksander Kask | -61kg (m)   | 9e          | 1ste ronde: V van GBR Angus |
| Osvald Käpp     | -66kg (m)   | Goud        | 1ste ronde: W van DEN Jørgensen 2de ronde: W van USA Berryman halve finale: W van FRA Pacôme finale: W van NOR Nilsen                                                                                            |
| Alfred Praks    | -72kg (m)   | 6e          | 1ste ronde: W van GRE Doumazos 2de ronde: V van USA Appleton |
| Grieks-Romeins  |             |             | |
| Eduard Pütsep   | -61kg (m)   | 6e          | 1ste ronde: W van LUX Miller 2de ronde: W van NED van Maaren 3de ronde: V van DEN Andersen 4de ronde: W van GER Leucht                                                                                           |
| Voldemar Väli   | -62kg (m)   | Goud        | 1ste ronde: W van AUT Schlanger 2de ronde: W van Tsjecho-Slowakije Kratochvil 3de ronde: W van EGY Kamel 4de ronde: W van HUN Karpati 5de ronde: W van GER Steinig 6de ronde: vrij 7de ronde: W van SWE Malmberg |
| Osvald Käpp     | -67,5kg (m) | 9e          | 1ste ronde: W van ITA Postini 2de ronde: W van SWE Pettersson 3de ronde: V van TUR Yalaz |
| Albert Kusnets  | -75kg (m)   | Brons       | 1ste ronde: W van GER Simon 2de ronde: W van NOR Larsen 3de ronde: W van YUG Palcovic 4de ronde: W van DEN Jacobsen 5de ronde: W van BEL Saenen 6de ronde: V van HUN Papp                                        |
| Otto Pohla      | -82,5kg (m) | 7e          | 1ste ronde: W van SUI Studer 2de ronde: W van FIN Pellinen 3de ronde: W van NED Heijm 4de ronde: V van GER Rieger                                                                                                |

### Zeilen
| Olympiër                                                                          | Onderdeel | Resultaat | Prestatie |
| --------------------------------------------------------------------------------- | --------- | --------- | --------- |
| Nikolai Vekšin William von Wirén Eberhard Vogdt Georg Faehlmann Andreas Faehlmann | 6m klasse | Brons     |           |

Argentinië · Australië · België · Brits-Indië · Bulgarije · Canada · Chili · Cuba · Denemarken · Duitsland · Egypte · Estland · Filipijnen · Finland · Frankrijk · Griekenland · Groot-Brittannië · Haïti · Hongarije · Ierland · Italië · Japan · Joegoslavië · Letland · Litouwen · Luxemburg · Malta · Mexico · Monaco · Nederland · Nieuw-Zeeland · Noorwegen · Oostenrijk · Panama · Polen · Portugal · Roemenië · Spanje · Tsjecho-Slowakije · Turkije · Uruguay · Verenigde Staten · Zuid-Afrika · Zuid-Rhodesië · Zweden · Zwitserland